# Shâkuntalâ
Shâkuntalâ (« protégée des oiseaux » en sanskrit), parfois francisé en Sacontale, est un personnage de la littérature indienne du poète Kâlidâsa. Elle est l’épouse du roi Dushyanta et la mère de Bharata, ancêtre éponyme de la nation indienne.
Elle est mentionnée dans le Mahabharata et dans La Reconnaissance de Shâkountalâ (Abhijñānashākuntala) du poète Kâlidâsa.
Guillaume Apollinaire parle d'elle dans sa Chanson du mal-aimé : 
L'époux royal de Sacontale

Las de vaincre se réjouit

Quand il la retrouva plus pâle

D'attente et d'amour yeux pâlis

Caressant sa gazelle mâle

## Résumé par actes de la pièce de Kâlidâsa

### Acte I
Le roi Dusyanta est à la chasse. Il tire sur une gazelle qui appartient à l’ermitage et est prié d’en retirer la flèche. On l’invite ensuite à rencontrer Sakuntala, à la place du Brahman parti.
Le roi la voit arriver avec d’autres femmes et se cache pour l’observer. Il en tombe amoureux. Lorsque Sakuntala est attaquée par une abeille, et que ses amies badinent sur la protection nécessaire du roi, lui se déclare, en se faisant passer pour un serviteur du roi.
Sakuntala en tombe à son tour amoureuse, mais fait montre de la pudeur qui échoit à sa condition de femme. Le roi s’inquiète néanmoins de sa lignée, pour confirmer la possibilité d’une union.
Quand on annonce l’arrivée d’un éléphant en furie, le groupe doit se séparer, mais le roi décide de camper dans les alentours du bois sacré.

### Acte II
Le bouffon, ami et au titre de « puîné du roi », se plaint d’être fatigué de la chasse. Le roi accède à sa requête et arrête son loisir, ce qui, de toute façon, lui a été demandé par les ermites.
Deux ermites viennent soudain le trouver : en l’absence de Kanva, leurs sacrifices sont empêchés par les Raksasa, des démons. Ils lui demandent sa protection.
C’est alors que l’envoyé de la reine sa mère arrive : celle-ci le réclame pour assister à la rupture de son jeûne. Le roi cède plutôt à Sakuntala et choisit de rester, envoyant le Bouffon le représenter.

### Acte III
C'est la scène de l’aveu.
Le roi se cache pour entendre la confirmation des états sentimentaux de Sakuntala, qui semble manifestement atteinte de mal d’amour.
Ses deux amies la pressent et Sakuntala finit par leur avouer qu’elle aime le roi. Alors elles imaginent un stratagème pour l’avouer à celui-ci, ignorant sa présence derrière les bois.
Sakuntala grave sur une fleur de lotus sa lettre destinée au roi - manière de montrer que ses mots sont gravés en elle-même, puisqu’elle est mainte fois comparée à un lotus.
Après qu'elle a lu à haute voix ce mot, le roi sort de sa cachette pour se déclarer. Les deux amies sont enchantées de cette résolution, s’assurent que Sakuntala ne sera pas maltraitée, aimée plus que les autres, et laissent les amants ensemble.
Sakuntala reste empruntée, par respect pour son père comme par timidité naturelle. Finalement, Gautami arrive et provoque leur séparation, puis le roi est appelé pour combattre les « mangeurs de chair crue ».

### Acte IV
C’est dans le prologue de cet acte que la malédiction est proférée. Durvasas, un Sage connu pour son irascibilité, s’annonce à Sakuntala, qui ne l’entend pas, puisqu’elle est perdue dans ses pensées amoureuses. Alors Durvasas condamne son amant à l’oublier. Heureusement, ses deux amies voient la scène et Priyamvada (« celle qui parle bien ») réussit à apaiser suffisamment l’irascible pour qu’il limite sa malédiction dans le temps : elle prendra fin lorsque l’amant verra un bijou qui la fera reconnaître. Or, avant leur dernière séparation, le roi donna à son amante un anneau où était gravé : « Pour que l’on se souvienne. »

Kasyapa, le sage de l'ermitage, est revenu de son voyage. Il a entendu, quand il entrait dans le sanctuaire du feu, une voix désincarnée :
Ô Brâhmane, et apprends donc que pour le bien du monde,
Pareille à l’acacia où repose le feu,
Ton enfant a reçu la flamme glorieuse

Que le roi Dusyanta déposa en son sein.
L’acte fête le départ de Sakuntala, qui communie avec l’ermitage et la nature, à son diapason. Ses deux amies, en la quittant, lui conseillent de montrer au roi son anneau, s’il devait l’avoir oubliée.

### Acte V
Sakuntala arrive à la cour du roi, accompagnée de sa suite. Elle est enceinte, et on demande au souverain de la prendre pour femme. Mais le roi est frappé d’oubli et accuse Sakuntala de mentir. Il ne veut pas la toucher, pensant qu’elle est la femme d’un autre.
Sakuntala est dévastée, mais veut lui montrer l’anneau. Malheureusement, elle ne l’a plus ; il serait tombé dans l’étang sacré de Saci, épouse d’Indra. Le souvenir qu’elle raconte à son mari n’y fait rien non plus.
Sa suite s’en va sans elle, puisque soit elle ment, soit elle ne ment pas ; mais dans les deux cas, elle ne peut pas retourner au bois sacré. Le chapelain propose alors au roi de la garder à l’écart et d’attendre la naissance du fils dont on a prédit qu’il serait maître de l’univers : si l’enfant de Sakuntala porte ce signe, alors c’est qu’elle aura dit vrai.
On rapporte finalement au roi qu’une merveille est arrivée : tandis que Sakuntala se plaignait au Ciel, elle a été enlevée dans un éclair divin et féminin.

### Acte VI

#### Prologue
Un pêcheur est arrêté en possession de l’anneau, que les policiers l’accusent d’avoir volé. Lui dit l’avoir trouvé dans le ventre d’un poisson. L’un des policiers va le montrer au roi, qui recouvre tout de go la mémoire et offre au malheureux une grande récompense.

#### L'acte
L’acte est une longue lamentation du roi, à laquelle assiste la nymphe Sanumati, qui reste invisible, et qui veut savoir si son amie Sakuntala, laissée dans un ermitage céleste, peut revenir dignement aimée.
Le roi, qui ne dort plus, qui délaisse les affaires du royaume, fait apporter un portrait qu’il a dessiné de Sakuntala et qu’il admire. Il cite les choses qui y manquent, et fantasme tant qu’il finit par la prendre pour sa bien-aimée.
Finalement, un envoyé d’Indra vient le trouver pour lui demander de tuer une troupe de démons, afin de lui changer les idées. Sanumati est quant à elle satisfaite de ce qu’elle a vu.

### Acte VII
Le roi revient victorieux de sa guerre et le cocher d’Indra, Matali, l’invite à venir dans l’ermitage céleste de Marica, sur l’Hemakuta.
Là arrivent bientôt un petit garçon qui tient un lionceau, accompagné de deux femmes. Le roi s’étonne de ressentir une sensation étrange. En s’approchant, l’enfant reste calme, ce qui est étonnant pour celui qu’on appelle déjà « le dompteur des créatures ». Les femmes font remarquer qu’ils se ressemblent beaucoup.
Finalement, on s’étonne de ce que le garçon n’a plus son amulette. Le roi la voit et la ramasse : c’est la stupeur quand celle-ci ne se transforme pas en serpent noir, ce qui n’arrive que si elle est portée par l’enfant, sa mère… ou son père.
C’est la confirmation, et Sakuntala arrive bientôt. Marica explique alors aux deux amants la malédiction et leur absence de torts personnels. Il annonce enfin que Sarvadamana, leur fils, est le futur Bharata, maître de l’univers, soutien du monde.
| Illustrations anciennes du mythe de Shâkuntalâ (IIe siècle av. J.-C.)               |
| - La plaque de Bhita. - Plaque indienne d'Aï Khanoum - Motifs du Vase de Kulu (en). |